# Anders Bergstedt (orgelbyggare)
Anders Bergstedt tidigare Bengtsson, född 6 september 1704 på Hanåker i Husby, död 15 februari 1778 i Husby, var en svensk klockare, organist och orgelbyggare i Husby församling. Han byggde om orglar och utförde reparationer under 1750-talet och 1760-talet i Västerås stift. 

## Biografi
Bergstedt var son till Bengt Eriksson och Catharina Andersdotter. Han gifte sig 1734 med Maria Huselia. 1735 blev Bergstedt organist och klockare i Husby församling.
Han avled den 15 februari 1778 i Husby församling och begravdes 1 mars samma år.

### Familj
Bergstedt gifte sig 6 juni 1734 med Maria Huselia (1698–1761). Hon var dotter till organisten Daniel Huselius och Barbro Nilsdotter i Husby. De fick tillsammans barnen Elof (född 1735) och Maria (född 1737).

## Lista över orglar

### Reparationer och ombyggnationer
| År              | Ursprunglig kyrka     | Stift    | Bild | Manualer | Pedal | Stämmor | Bevarad orgel/fasad | Övrigt |
| --------------- | --------------------- | -------- | ---- | -------- | ----- | ------- | ------------------- | --- |
| 1737            | Hanebo kyrka          | Uppsala  |      |          |       |         |                     | Bergstedt sätter upp en orgel i kyrkan. |
| 1754 eller 1757 | Säters kyrka, Dalarna | Västerås |      |          |       |         |                     | Satte in Vox humana och en tremulant. Renovering och ombyggnation. Satte                                                                          |
| 1758            | Torsåkers kyrka       | Uppsala  |      |          |       | 10      | Nej/Nej             | 1730 byggde Daniel Stråhle en orgel med 10 stämmor. Orgeln reparerades 1758 av Bergstedt. En ny orgel byggdes 1856 av Carl Johan Lund, Stockholm. |
| 1763–1769       | Stora Skedvi kyrka    | Västerås |      |          |       |         |                     | Renovering och ombyggnation. |